# 南貝弗蘭
南貝弗蘭（Zuid-Beveland）是荷蘭的一個地區，位於澤蘭省，被斯海爾德河的入海口環繞，因此高佛資訊系統鎮水｡南貝弗蘭過去是一個島嶼，現在則是半島，共有四個市三面環